# Панкоу, Руди
Ру́ди Па́нкоу (англ. Rudy Pankow; род. 12 августа 1997, Кетчикан, Аляска, США) — американский актёр, наиболее известный по роли Джей-Джея Мэйбанка в сериале Netflix «Внешние отмели».

## Биография
Панкоу родился и вырос в городе Кетчикан (штат Аляска) в семье Пенни Педерсон и Эндрю Панкоу. По отцовской линии имеет немецкие корни, а по материнской — датские и ашкеназские. У него есть два брата Алек и Хеннинг.
Посещал старшую школу города Кетчикан, где состоял в школьных командах по футболу и кроссу. C 8 по 9 класс учился в Японии по программе студенческого обмена. После окончания старшей школы поступил в кулинарную школу в Род-Айленде, но потом передумал и решил отправиться в Лос-Анджелес, чтобы стать актёром.
Панкоу умеет играть на гармонике, барабанах, гитаре и пианино. Также является сертифицированным гидом по сплаву на каяках.

## Карьера
Актёрскую карьеру начал в 2017 году, сыграв в нескольких короткометражных фильмах. В 2018 году снялся в клипе «Thought Contagion» британской рок-группы Muse. В 2019 году появился в небольшой роли в одном из эпизодов сериала «Политик».
В июле 2019 года было объявлено, что Панкоу присоединился к постоянному актёрскому составу нового сериала «Внешние отмели». Сериал был выпущен компанией Netflix 15 апреля 2020 года. 7 ноября 2024 года сериал продлили на пятый сезон, который станет последним.
В 2022 подписал контракт с агентством «Creative Artists Agency». В том же году сыграл роль юного Сэма Дрейка в приключенческом боевике «Анчартед: На картах не значится».

## Личная жизнь
С 2020 года состоит в отношениях с Элейн Симек. Пара познакомилась на съемках сериала «Внешние отмели», где Симек работала ассистентом.
В настоящее время проживает в Лос-Анджелесе (Калифорния).

## Фильмография

### Кино и телевидение
| Год          |     | Русское название                | Оригинальное название | Роль           |
| ------------ | --- | ------------------------------- | --------------------- | -------------- |
| 2017         | кор |                                 | Sunny Family Cult     | Аарон          |
| 2017         | кор |                                 | Nobody Knows          | Эйб Вулдридж   |
| 2017         | с   |                                 | Sunny Family Cult     | Аарон          |
| 2017         | кор |                                 | 11:47                 | Джесси         |
| 2018         | кор |                                 | Not Me                | Эштон          |
| 2018         | кор |                                 | Last Summer           | Дилан          |
| 2018         | кор |                                 | Deviant               | Марсель        |
| 2019         | с   | Политик                         | The Politician        | ребенок        |
| 2019         | с   |                                 | Solve                 | Фредди/Роберт  |
| 2020         | с   | Действие во имя дела            | Acting for a Cause    | Блоклхёрст     |
| 2021         | кор |                                 | Lift Off              | Дэнни          |
| 2022         | ф   | Анчартед: На картах не значится | Uncharted             | юный Сэм Дрейк |
| 2022         | ф   | Космические волны               | Space Waves           | Джоуи Кайт     |
| 2023         | ф   | Крестовые походы                | The Crusades          | Лео Грекко     |
| 2023         | ф   | Техасец по случайности          | Accidental Texan      | Эрвин Вандевир |
| 2024         | ф   | Пять фунтов искупления          | 5lbs of Pressure      | Джимми         |
| 2020 — н. в. | с   | Внешние отмели                  | Outer Banks           | Джей-Джей      |
|              | ф   |                                 | Reminders of Him      | Скотти Лэндри  |

### Компьютерные игры
| Год  | Название       | Персонаж | Прим.   |
| ---- | -------------- | -------- | ------- |
| 2024 | Painted Shores | Коллин   | озвучка |

### Музыкальные видео
| Год  | Название          | Ссылка | Артист |
| ---- | ----------------- | ------ | ------ |
| 2018 | Thought Contagion |        | Muse   |
| 2018 | Pressure          |        | Muse   |

## Награды и номинации
Полный список наград и номинаций на IMDb.
| Год  | Награда               | Категория      | Работа         | Результат |
| ---- | --------------------- | -------------- | -------------- | --------- |
| 2023 | MTV Movie & TV Awards | Лучший поцелуй | Внешние отмели | Победа    |